# Lucette ter Borg
Lucette ter Borg (Amsterdam, 1962) is een Nederlands schrijfster, essayiste en redactrice.
Ter Borg studeerde slavische talen en historische pedagogiek aan de Universiteit van Amsterdam. Haar debuutroman Het cadeau uit Berlijn, die in 2004 werd geplubiceerd, won de Academica Debutantenprijs 2005. Op 1 juni 2004 werd ze kunstredactrice bij het opinieweekblad Vrij Nederland.